# IC 4679
IC 4679 — галактика типу SBc () у сузір'ї Телескоп.
Цей об'єкт міститься в оригінальній редакції індексного каталогу.